# Raymond Croland
Raymond Croland (17 mai 1913 — 8 avril 1945), ancien élève de l'École normale supérieure (promotion 1933), agrégé de sciences naturelles (1937), agrégé-préparateur de zoologie (1938-1944). Il s'engage dès octobre 1940 dans la Résistance en montant avec ses collègues le chimiste Pierre Piganiol et Albert Mercier, un réseau de renseignements, le réseau Vélite-Thermopyles. Commandant des Forces françaises combattantes, décoré à titre posthume, il est arrêté par la Gestapo au deuxième étage de l’École normale supérieure, rue Lhomond, le 14 février 1944, torturé, déporté aux camps de Buchenwald, puis d’Ellrich, et meurt en Allemagne en avril 1945.